# Aizoanthemum dinteri
Aizoanthemum dinteri är en isörtsväxtart som först beskrevs av Schinz, och fick sitt nu gällande namn av Hans Christian Friedrich. Aizoanthemum dinteri ingår i släktet Aizoanthemum och familjen isörtsväxter. Inga underarter finns listade i Catalogue of Life.